# 波里恰 (利沃夫區)
49°42′43″N 23°42′0″E / 49.71194°N 23.70000°E
波里恰（烏克蘭語：Поріччя），是烏克蘭西部的村莊，隸屬利維夫州的利維夫區。該村始建於1543年，面積1.13平方公里，海拔高度296米，2001年人口192，人口密度每平方公里169.91人。